# Willow Park, Texas
Willow Park là một thành phố thuộc quận Parker, tiểu bang Texas, Hoa Kỳ. Năm 2010, dân số của xã này là 3982 người.

## Dân số
- Dân số năm 2000: 2849 người.
- Dân số năm 2010: 3982 người.